# Antoni Baliu i Piqué
Antoni "Ton" Baliu Piqué (Igualada, 13 de gener de 1989) és un exjugador d'hoquei patins català. Va ser, durant moltes temporades, capità de l'Igualada HC. També va jugar dos anys al FC Porto.
Nascut el 13 de gener de 1989 a la capital de l'Anoia, es formà com a jugador dels equips base de l'Igualada HC des 1995, fent el salt a l'equip absolut l'any 2007, del qual n'arribà a ser el capità el 2012. A finals de març de 2016 anuncià que la següent temporada no renovaria amb l'equip arlequinat i buscaria sort en un altre equip per «anar a aprendre, a millorar i a intentar demostrar tot el que aquí [Igualada HC] m'heu ensenyat». Poc després és feu saber que fitxaria per l'equip portuguès del FC Porto. En el seu darrer partit al club anoienc, aconseguí classificar l'equip per a la Copa de la CERS després de marcar un gol que desfeia l'empat a 1 amb el Lleida Llista Blava, motiu pel qual fou molt aclamat i mantejat. Al 2016 va fitxar pel conjunt portuguès on hi va passar dues temporades. El juny de 2018 anuncià el seu retorn a l'Igualada, que durà fins al 2022, any que va penjar els patins.
Amb la selecció espanyola ha jugat la Copa de les Nacions de 2015 i el Campionat d'Europa de 2014, quedant-ne subcampió en ambdós casos, contra Itàlia i Portugal respectivament. En el Mundial de 2015 a la Roche-Sur-Yon va quedar segon després de perdre la final enfront l'Argentina. A continuació, va ser un dels jugadors clau perquè Espanya aconseguís la medalla de bronze en l'Europeu de 2016.

## Equips
- Igualada HC (1995-2016)
- FC Porto (2016-2018)
- Igualada HC (2018-2022)

## Títols

### A Nivell de Clubs
- Campió de la Lliga Portuguesa (2016-2017)
- Campió de la Taça de Portugal (2016-2017)
- Subcampió d'Europa (2017-2018)

### A Nivell Internacional
- Plata a l'Europeu d'Alcobendas 2014
- Plata a la Copa de les Nacions de Montreux 2015
- Plata al Mundial "A" de la Roche-Sur-Yon 2015
- Bronze a l'Europeu d'Oliveira de Azeméis 2016